# تاکورو کیتاگاوا
تاکورو کیتاگاوا (انگلیسی: Takurō Kitagawa؛ زادهٔ ۱ ژانویهٔ ۱۹۴۹) صداپیشه اهل ژاپن است.